# Удава (притока Псла)
Уда́ва — річка, ліва притока Псла (басейн Дніпра), що бере початок у Сумському району Сумської області України, та у межах Курської (Біловський район) і Бєлгородської (Ракитянський район) областей Росії, та повертається назад у Краснопільський район.

## Опис
Довжина річки 21 км (у межах України — 13 км), похил річки — 2,0 м/км, площа басейну 88,3 км². Долина коритоподібна, неширока, порізана балками. Заплава двобічна, у нижній течії місцями заболочена. Річище слабозвивисте. Споруджено кілька ставків.

## Розташування
Удава бере початок у селі Проходи. Тече спершу на північ, у середній течії — на північний захід, у пригирловій частині робить кілька зиґзаґоподібних поворотів. Впадає до Псла між селами Миропілля і Запсілля. 
- Спершу річка тече територією України, потім — Росії, потім знову України. В кількох місцях уздовж річки проходить українсько-російський кордон.